# Коринтски савез
Коринтски савез, понекад навођен и као Хеленски савез (from Greek Ἑλληνικός  Hellenikos, "pertaining to Greece and Greeks"), био је савез старогрчких полиса које је током зиме 338/337. п. н. е. основао македонски краљ Филип II. Чланови савеза су имали право да задрже властите уставе, али су, с друге стране, били дужни да спрече сваки чин агресије, односно да дају одређени број војника у заједничку стајаћу војску, сразмјерно својој величини. Савез је имао заједничку скупштину - синедрион - који се састајао у Коринту. Филип II је одмах по оснивању од стране синедрија именован командантом војске.
Разлог због кога је Филип основао Савез било је настојање да себи осигура савезнике пред предстојећи поход на Персија,  с којим је у доба краља Артаксеркса III дошао у сукоб због персијске помоћи граду Перинту на тракијској обали. Филип је као разлог за повод навео одмазду за пустошења које су Персијанци починили по Грчкој за вријеме грчко-персијских ратова 480. п. н. е.
С друге стране, Филипу је Савез такође служио и као средство одржавања македонске хегемоније над Грчком, успостављене након што су у бици код Херонеје поражени његови главни супарници Атина и Теба. Савез је тако Филипу дозволио да држи македонске гарнизоне у Коринту, Теби, Пидни и Амбракији. Једини полис који није пристао да уђе у Савез те тако очувао независност била је Спарта. Након Филипове смрти се дио чланица Савеза побунио, али је ту побуну сурово угушио Александар Велики, те је Коринтски савез судјеловао у његовом походу на Азију.
Исократ је првобитно подстицао краља Филипа (у Исократовој беседи Филипу), 346. пне, да уједини Грчку против Персијанаца. Након битке код Херонеје, Лигу је контролисао краљ Филип.
Назив 'Коринтска лига' измислили су модерни историчари јер се први савет Лиге одржао у Коринту, а грчку реч синедрион је боље превести као конгрес или конференција него лига. Ова организација је била први пут у историји да су се грчки градови-државе (са значајним изузетком Спарте, која ће се придружити тек касније под Александровим условима) ујединили под једним политичким ентитетом.

## Организација
Лигом су управљали Хегемон (strategos autokrator у војном контексту), Синедрион (веће) и Дикастај (судије). Декрети лиге су издати у Коринту, Атини, Делфима, Олимпији и Пидни. Лига је одржавала војску коју су плаћивале државе чланице у приближној сразмери са њиховом величином, док је Филип успоставио хеленске гарнизоне (којима су командовали фоурарчи, или команданти гарнизона) у Коринту, Теби, Пидни и Амбракији.

## Уговор о заједничком миру
(Фрагментарни натпис пронађен у Атини)

### Текст
| „ | [․․․․․․․․․21․․․․․․․․․․ Ποσ]ειδῶ ․․5․․ ․․․․․․․․․․22․․․․․․․․․․ς ἐμμεν[ῶ ․․․․] ․․․․․․․․․․22․․․․․․․․․․νον[τ]ας τ․․․․ [․․․․․․․․18․․․․․․․․ οὐδ]ὲ ὅπλα ἐ[π]οί[σω ἐ]- [πὶ πημονῆι ἐπ’ οὐδένα τῶν] ἐμμενόντ[ω]ν ἐν τ- [οῖς ὅρκοις οὔτε κατὰ γῆν] οὔτε κατὰ [θ]άλασ- [σαν· οὐδὲ πόλιν οὐδὲ φρο]ύριον καταλήψομ- [αι οὔτε λιμένα ἐπὶ πολέ]μωι οὐθενὸς τῶν τ- [ῆς εἰρήνης κοινωνούντ]ων τέχνηι οὐδεμι- [ᾶι οὔτε μηχανῆι· οὐδὲ τ]ὴν βασιλείαν [τ]ὴν Φ- [ιλίππου καὶ τῶν ἐκγόν]ων καταλύσω ὀδὲ τὰ- [ς πολιτείας τὰς οὔσας] παρ’ ἑκάστοις ὅτε τ- [οὺς ὅρκους τοὺς περὶ τ]ῆς εἰρήνης ὤμνυον· [οὐδὲ ποιήσω οὐδὲν ἐνα]ντίον ταῖσδε ταῖς [σπονδαῖς οὔτ’ ἐγὼ οὔτ’ ἄλ]λωι ἐπιτρέψω εἰς [δύναμιν, ἀλλ’ ἐάν τις ποε̑ι τι] παράσπονδ[ον] πε- [ρὶ τὰς συνθήκας, βοηθήσω] καθότι ἂν παραγ- [γέλλωσιν οἱ ἀεὶ δεόμενοι] καὶ πολεμήσω τῶ- [ι τὴν κοινὴν εἰρήνην παρ]αβαίνοντι καθότι [ἂν ἦι συντεταγμένον ἐμαυ]τῶι καὶ ὁ ἡγε[μὼ]- [ν κελεύηι ․․․․․12․․․․․ κα]ταλείψω τε․․ — — — — — — — — — — — — — :𐅃 [— — — — — — — — — — : Θεσ]σαλῶν :Δ [— — — — — — — — — — — ῶ]ν :ΙΙ [— — — — — — — — — Ἐλειμ]ιωτῶν :Ι [— — — — Σαμοθράικων καὶ] Θασίων :ΙΙ — — — — — — — — — ων :ΙΙ: Ἀμβρακιωτ[ῶν] [— — — — — — — ἀ]πὸ Θράικης καὶ [— — — — — :] Φωκέων :ΙΙΙ: Λοκρῶν :ΙΙΙ [— — — — Οἰτ]αίων καὶ Μαλιέων καὶ [Αἰνιάνων :ΙΙΙ: — καὶ Ἀγ]ραίων καὶ Δολόπων :𐅃 [— — — — — — : Πε]ρραιβῶν :ΙΙ [— — — — — : Ζακύνθο]υ καὶ Κεφαληνίας :ΙΙΙ | ” |

## Савез током Александријских похода
Одлуку о уништењу Тебе као прекршиоца горе наведене заклетве донео је савет Коринтског савеза великом већином. Осим кршења заклетве, савет је оценио да су Тебанци на тај начин коначно кажњени за издају Грка током Персијских ратова. Лигу помиње Аријан (I, 16, 7), после битке код Граника (334. пне). Александар је послао 300 панопија у храм Атинине палате у Атини, са следећим натписом. 
| „ | Александар, син Филипов, и Хелене, осим Лакедемонаца, од варвара који насељавају Азију | ” |

Такође, Диодор Сикулски (Βίβλος ΙΖ’ 48.[6]) помиње одлуку Сабора из 333. пне, после битке код ИсЕ, да пошаље амбасадоре Александру који ће донети Изузетност Грчке (златни венац). Током 331. пне, након битке код Мегалополиса, Спарта је затражила од Александра услове, на које је он пристао под условом да се Лакедемонци сада придруже Коринтском савезу. Током азијског похода, Антипатар је постављен за заменика хегемона Лиге док је Александар лично препоручио Атињанима да скрену пажњу на те предмете; у случају да му се нешто деси, Атина би преузела власт у Грчкој.

## Последице
Лига је распуштена после Ламијског рата (322. пне). Током 302. пне Антигон I Монофталм и његов син Деметрија Полиоркета покушали су да оживе федерацију против Касандра. Антигон III Досон (македонски краљ од 229. пне до 221. пне) је такође оживео Лигу против Спарте током 224. пне.